# لودفيغ ماورر
لودفيغ ماورر (بالألمانية: Ludwig Maurer)‏ هو رياضياتي ألماني، ولد في 11 ديسمبر 1859 في ميونخ في ألمانيا، وتوفي بنفس المكان في 10 يناير 1927.